# Roques de Codinacs
Les Roques de Codinacs és una muntanya de 531 metres que es troba al municipi de Viver i Serrateix, a la comarca catalana del Berguedà.